# Sevenoaks Town FC
Sevenoaks Town FC (celým názvem: Sevenoaks Town Football Club) je anglický fotbalový klub, který sídlí ve městě Sevenoaks v nemetropolitním hrabství Kent. Založen byl v roce 1883 pod názvem Sevenoaks FC. Od sezóny 2018/19 hraje v Isthmian League South East Division (8. nejvyšší soutěž). Klubové barvy jsou modrá a černá..
Své domácí zápasy odehrává na stadionu Greatness Park s kapacitou 1 150 diváků.

## Historické názvy
Zdroj: 
- 1883 – Sevenoaks FC (Sevenoaks Football Club)
- 1906 – Sevenoaks Town FC (Sevenoaks Town Football Club)

## Úspěchy v domácích pohárech
Zdroj: 
- FA Cup
  - 2. předkolo: 2016/17
- FA Vase
  - 2. kolo: 2006/07, 2017/18

## Umístění v jednotlivých sezonách
Stručný přehled
Zdroj: 
- 2002–2003: Kent County League (Premier Division)
- 2003–2013: Kent Football League (Premier Division)
- 2013–2016: Southern Counties East League
- 2016–2018: Southern Counties East League (Premier Division)
- 2018– : Isthmian League (South East Division)

Jednotlivé ročníky
Zdroj: 
Legenda: Z - zápasy, V - výhry, R - remízy, P - porážky, VG - vstřelené góly, OG - obdržené góly, +/- - rozdíl skóre, B - body, červené podbarvení - sestup, zelené podbarvení - postup, fialové podbarvení - reorganizace, změna skupiny či soutěže
| Sezóny  | Liga                                             | Úroveň | Z  | V  | R  | P  | VG | OG  | +/- | B  | Pozice |
| ------- | ------------------------------------------------ | ------ | -- | -- | -- | -- | -- | --- | --- | -- | ------ |
| 2009/10 | Kent Football League (Premier Division)          | 9      | 30 | 14 | 4  | 12 | 56 | 50  | +6  | 46 | 6.     |
| 2010/11 | Kent Football League (Premier Division)          | 9      | 30 | 14 | 3  | 13 | 45 | 50  | -5  | 45 | 7.     |
| 2011/12 | Kent Football League (Premier Division)          | 9      | 30 | 5  | 8  | 17 | 29 | 55  | -26 | 23 | 14.    |
| 2012/13 | Kent Football League (Premier Division)          | 9      | 32 | 3  | 1  | 28 | 28 | 102 | -74 | 10 | 17.    |
| 2013/14 | Southern Counties East League                    | 9      | 32 | 5  | 5  | 22 | 44 | 84  | -40 | 20 | 16.    |
| 2014/15 | Southern Counties East League                    | 9      | 38 | 15 | 10 | 13 | 68 | 61  | +7  | 55 | 8.     |
| 2015/16 | Southern Counties East League                    | 9      | 36 | 16 | 10 | 10 | 61 | 50  | +11 | 58 | 5.     |
| 2016/17 | Southern Counties East League (Premier Division) | 9      | 38 | 27 | 3  | 8  | 90 | 35  | +55 | 84 | 3.     |
| 2017/18 | Southern Counties East League (Premier Division) | 9      | 38 | 27 | 7  | 4  | 93 | 33  | +60 | 88 | 1.     |
| 2018/19 | Isthmian League (South East Division)            | 8      | 38 |    |    |    |    |     |     |    |        |